# Халил ал-Муради
Абул-Мавада Сајид Мухамед Халил ал-Муради (умро 1791) - био је сиријски историчар под Отоманским царством. Рођен је у породици улема и служио је као ханафијски муфтија и накиб ал-асхраф (глава Пророкових потомака) у Дамаску. Написао је сет од преко 1.000 биографија људи свог времена, под насловом Silk al-durar.

## Биографија
Халил ал-Муради био је од велике важности у историји Дамаска крајем осамнаестог века, доба преласка у модерно време. Наставио је традицију писања стогодишњих биографских речника (идентификовање познатих људи, који су живели у одређеном веку у исламском календару), пратећи тако стопе ранијих дамашћанских аутора, попут Најм ал-Дина ал-Газија и Мухамеда Амин ал-Мухибија. Његово најпознатије дело је Silk al-durar. 

## Едиције
- Khalīl b. ʿAlī al-Murādī. Kitāb Silk al-durar fī aʿyān al-qarn al-thānī ʿashar. Būlāq: Al-Maṭbaʻah al-ʻĀmirah, 1874-83.
- Muḥammad Khalīl b. ʿAlī al-Murādī. Kitāb Silk al-durar fī aʿyān al-qarn al-thānī ʿashar. Ed. Muḥammad ʿAbd al-Qādir Shāhīn, 4 vols. Beirut: Dār al-Kutub al-ʿIlmiyyah, 1997.